# Didymodon luteolus
Didymodon luteolus là một loài rêu trong họ Pottiaceae. Loài này được (Besch.) A. Jaeger mô tả khoa học đầu tiên năm 1873.